# Phalempin
Phalempin ist eine französische Kleinstadt mit 4.863 Einwohnern (Stand: 1. Januar 2022) im Département Nord in der Region Hauts-de-France. Sie gehört zum Arrondissement Lille und zum Kanton Annœullin. Die Einwohner werden Phalempinois(es) genannt.

## Geografie
Phalempin, der frühere Hauptort der historischen Landschaft Carembault, liegt etwa 13 Kilometer südlich von Lille und 17 Kilometer nordwestlich von Lens. Umgeben wird Phalempin von den Nachbargemeinden Seclin im Norden, Attiches im Osten, La Neuville im Südosten, Wahagnies im Süden, Libercourt im Südwesten, Camphin-en-Carembault im Westen und Chemy im Nordwesten. 
Der Bahnhof von Phalempin liegt an der Bahnstrecke Paris–Lille. Durch das Gemeindegebiet führen auch die Eisenbahn-Schnellfahrstrecke LGV Nord und die Autoroute A1.

## Geschichte
1039 wurde die Abtei Saint-Christophe von Phalempin begründet und in den Revolutionsjahren zwischen 1789 und 1795 zerstört. 

### Einwohnerentwicklung
| Jahr                       | 1962 | 1968 | 1975 | 1982 | 1990 | 1999 | 2006 | 2011 | 2020 |
| Einwohner                  | 3001 | 3457 | 4070 | 4377 | 4678 | 4615 | 4390 | 4446 | 4834 |
| Quellen: Cassini und INSEE |      |      |      |      |      |      |      |      |      |

## Sehenswürdigkeiten

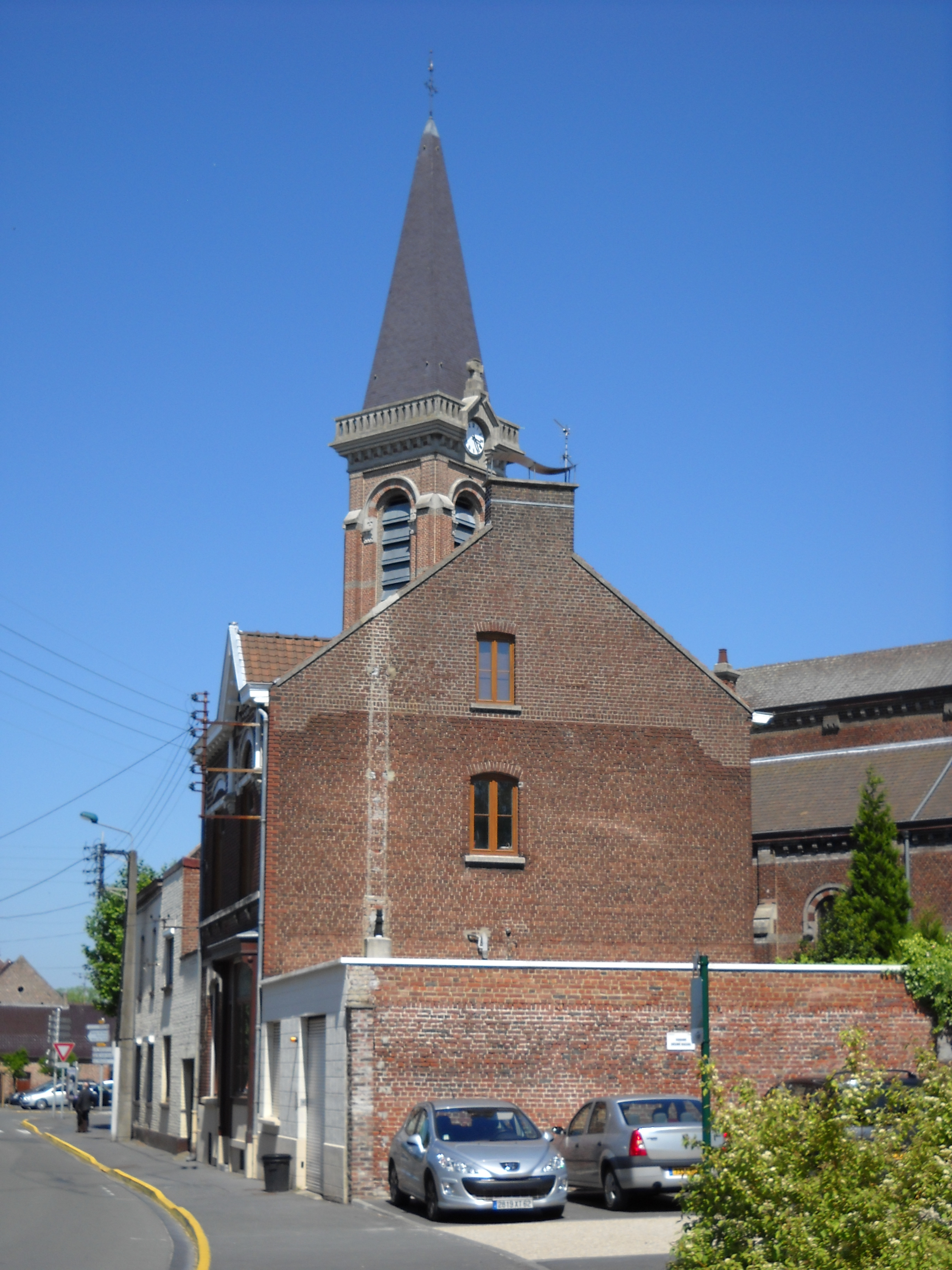
Ruinen der Abtei Saint-Christophe aus dem 11. Jahrhundert
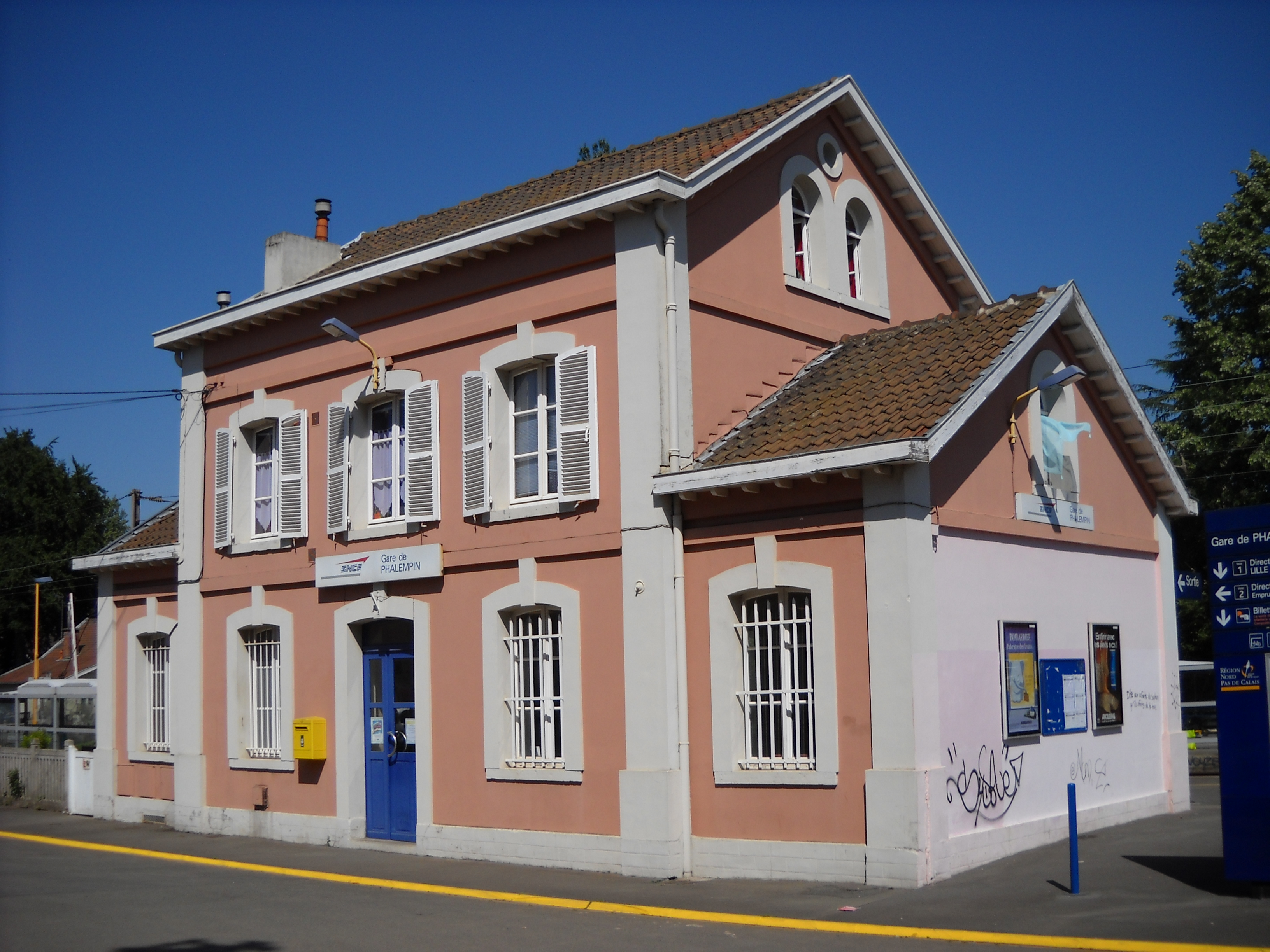
Bahnhof
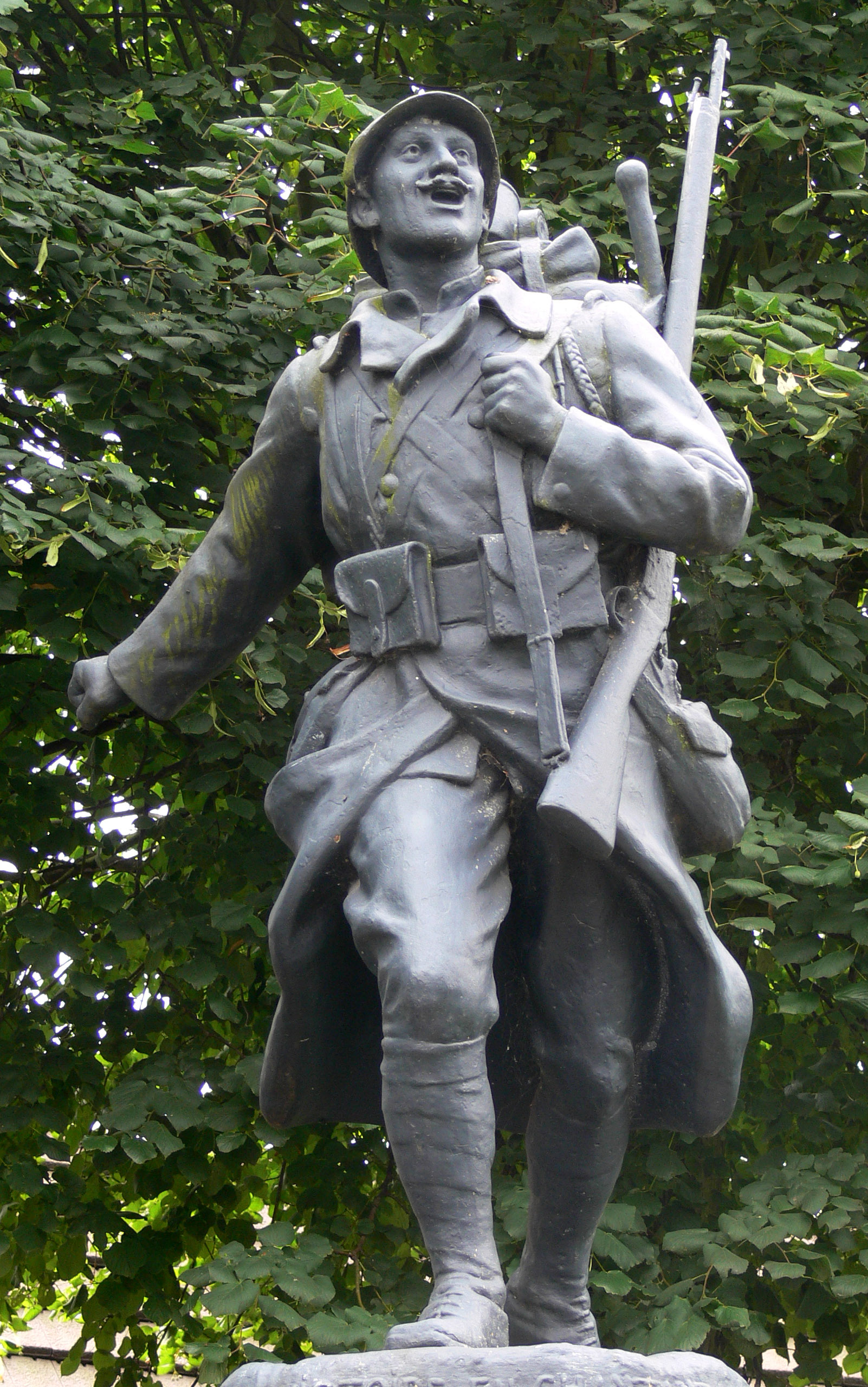
Gefallenendenkmal

- Kirche Saint-Christophe
- Schloss Melchior / Rathaus
- Britischer Soldatenfriedhof

- Kirche Saint-Christophe
- Bahnhof
- Gefallenendenkmal